# Krystyna Chojnicka
Krystyna Anna Chojnicka (ur. 6 sierpnia 1951) – polska prawniczka, profesor nauk prawnych, w kadencjach 2008–2012 i 2012–2016 dziekan Wydziału Prawa i Administracji Uniwersytetu Jagiellońskiego, członek korespondent Polskiej Akademii Nauk.

## Życiorys
W 1968 ukończyła II Liceum Ogólnokształcące im. Jana Śniadeckiego w Kielcach, w 1974 studia prawnicze na Uniwersytecie Jagiellońskim. Od 1974 pracuje na macierzystej uczelni, w Zakładzie Historii Doktryn Politycznych i Prawnych Instytutu Nauk Politycznych UJ. W 1983 obroniła pracę doktorską z nauk politycznych, w 1990 otrzymała stopień doktora habilitowanego nauk prawnych. W latach 1991–2001 była wicedyrektorem Instytutu Nauk Politycznych UJ. W 2001 została pracownikiem nowo utworzonej Katedry Historii Doktryn Politycznych i Prawnych Wydziału Prawa i Administracji UJ. W 2002 została prodziekanem Wydziału Prawa i Administracji UJ. W kadencjach 2008–2012 i 2012–2016 była dziekanem tego wydziału.
Wykładała także w Wyższej Szkole Informatyki i Zarządzania w Rzeszowie.
W 2015 została wybrana członkiem Komitetu Nauk Prawnych PAN, gdzie w kadencji 2015 - 2019 pełniła funkcję wiceprzewodniczącej. Jest przewodniczącą Rady Naukowej „Czasopisma Prawno-Historycznego” i od 2021 r. redaktorem naczelnym "Krakowskich Studiów z Historii Państwa i Prawa".
W 2016 została członkiem korespondentem Polskiej Akademii Nauk.
Została członkiem Centralnej Komisji do Spraw Stopni i Tytułów w kadencji rozpoczętej w 2017.
W 2005 otrzymała Złoty Krzyż Zasługi.

## Publikacje
- Osoba i dzieło Piotra Wielkiego w dziewiętnastowiecznych sporach doktrynalnych o miejsce i przyszłość Rosji w Europie (1988)
- Rodowód literacki inteligencji rosyjskiej (1992)
- Nauczanie społeczne Kościoła od Leona XIII do Piusa XII (1993)
- Narodziny rosyjskiej doktryny państwowej. Zoe Paleolog – między Bizancjum, Rzymem a Moskwą (2001), wyd. II 2004.
- Nauka społeczna Kościoła Katolickiego (zarys historii) (2001)
- Historia doktryn politycznych i prawnych (wspólnie z Henrykiem Olszewskim, 2004)
- Cerkiew i car. Prawosławie rosyjskie w reformach Piotra Wielkiego, Kraków 2011
- Rosjanin. Łomonosow jako zjawisko polityczne, Warszawa 2020